# Andrejšky
Buližníkový hřbet Andrejšky jsou přírodní památka u Starého Plzence v okrese Plzeň-město. Skalní hřbet, protažený v délce 300 m od severu k jihu, leží na severozápadním úbočí vrchu Radyně.

## Předmět ochrany
Přírodní památka, původně evidovaná jako chráněný přírodní výtvor, byla zřízena vyhláškou rady ONV Plzeň - jih v roce 1975 za účelem ochrany vypreparovaných buližníkových skal a kamenného moře, tvořících geologický a krajinářsky typický prvek Radyňské vrchoviny.

## Geologie a geomorfologie
Buližníkový (silicitový) hřbet Andrejšky, tvořený skalami 5–15 metrů vysokými, bývá charakterizován též jako kamýk (skalní suk). Tato bizarní buližníková skupina skal, tvořících vložku v algonkických břidlicích a pocházejících z období starohor, byla vymodelována v důsledku mrazového zvětrávání. Na východním straně chráněného území se nachází kamenné moře, jehož součástí jsou místy velké bloky skal.
Přírodní památka se nachází na území geomorfologické jednotky Radyňská vrchovina. Jedná se o jediný buližníkový kamýk na Plzeňsku, který nebyl narušen lidskou činností.

## Rostlinstvo
V chráněném území roste metlice křivolaká (Avenella flexuosa) či brusnice borůvka (Vaccinium myrtillus), hojně jsou zastoupeny různé druhy mechorostů, lišejníků a kapradin, např. osladič obecný (Polypodium vulgare) a kapraď osténkatá (Dryopteris carthusiana). Z dřevin se zde vyskytují běžné druhy: borovice lesní (Pinus sylvestris), bříza bělokorá (Betula pendula), jeřáb obecný (Sorbus aucuparia), smrk ztepilý (Picea abies) a dub letní (Quercus robur).

## Fotogalerie

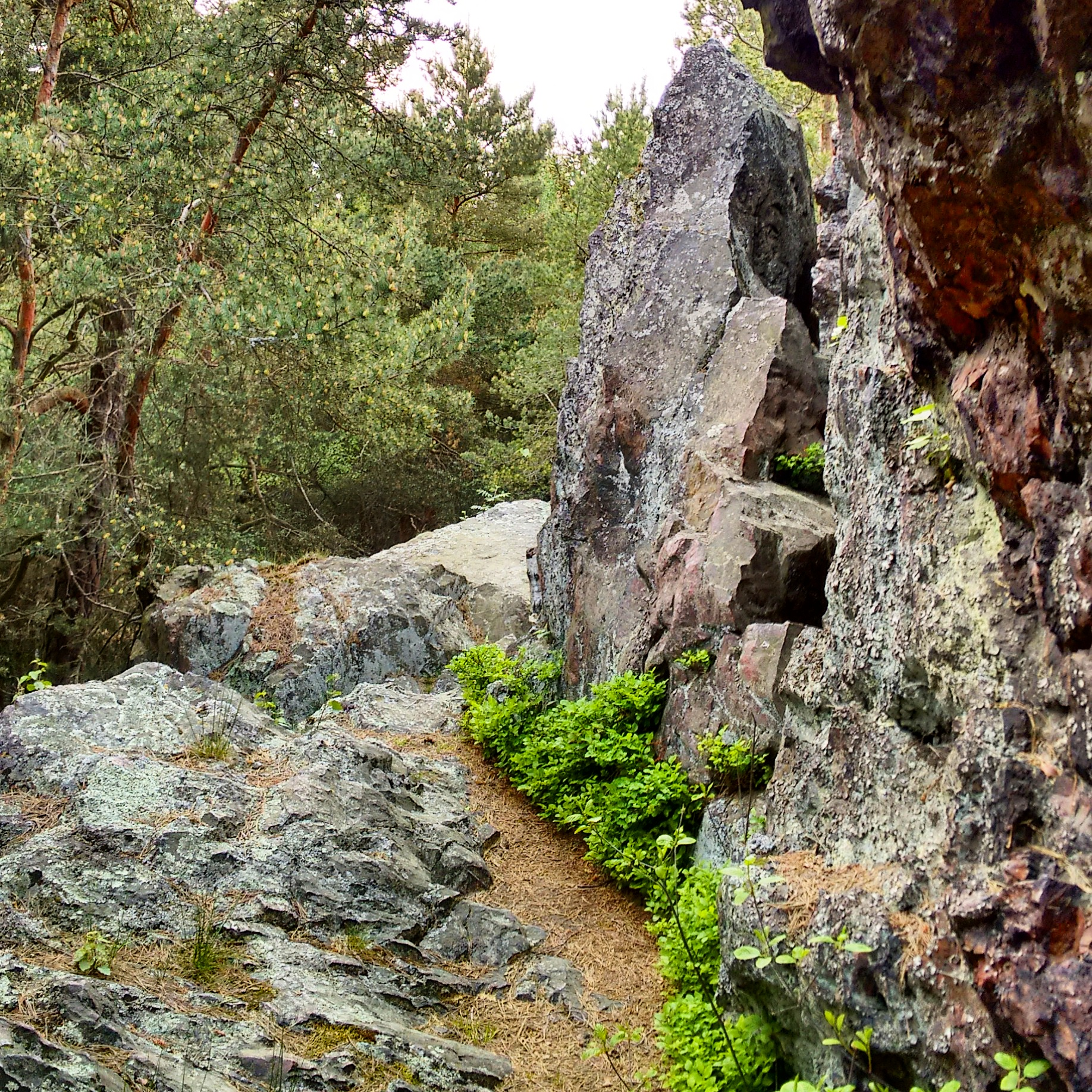
Andrejšky
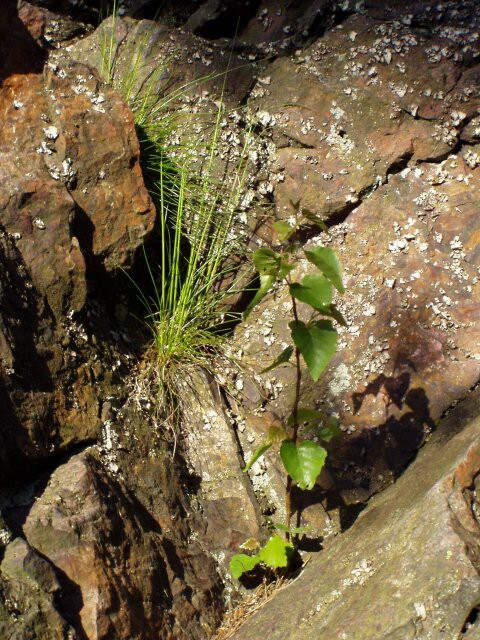
Andrejšky
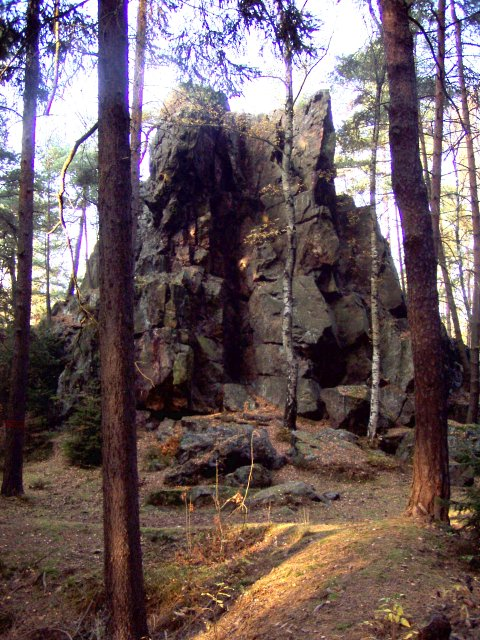
Andrejšky
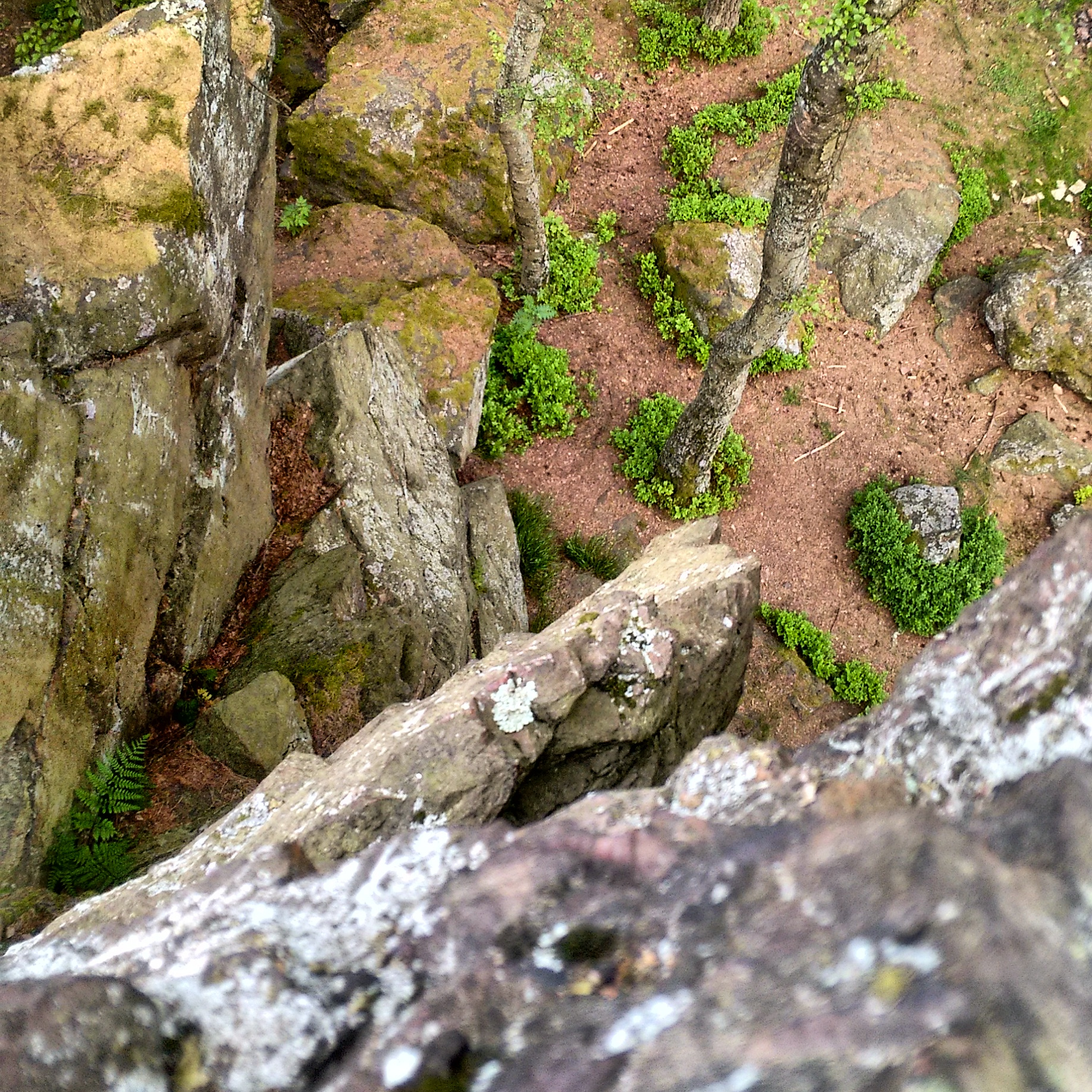
Andrejšky
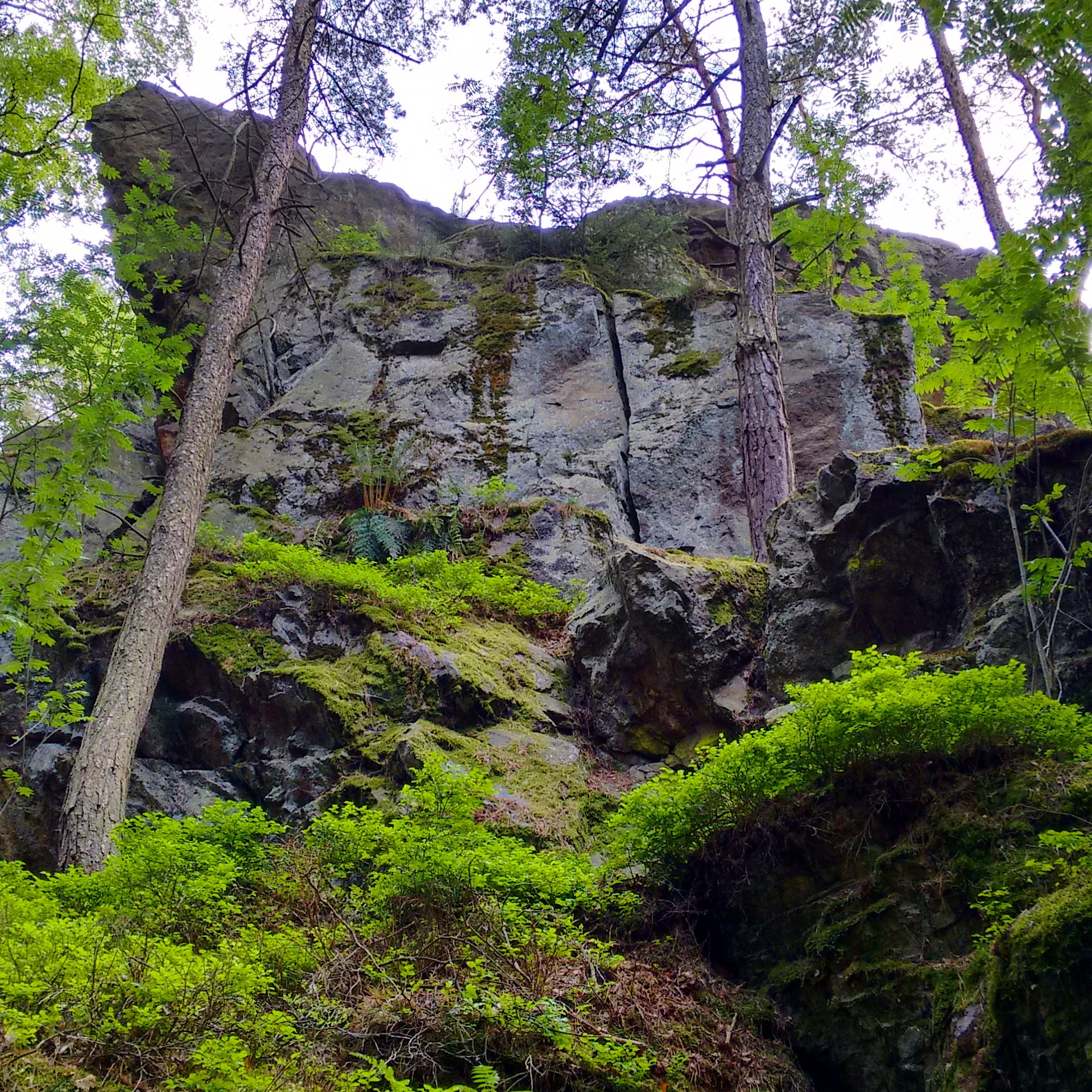
Andrejšky
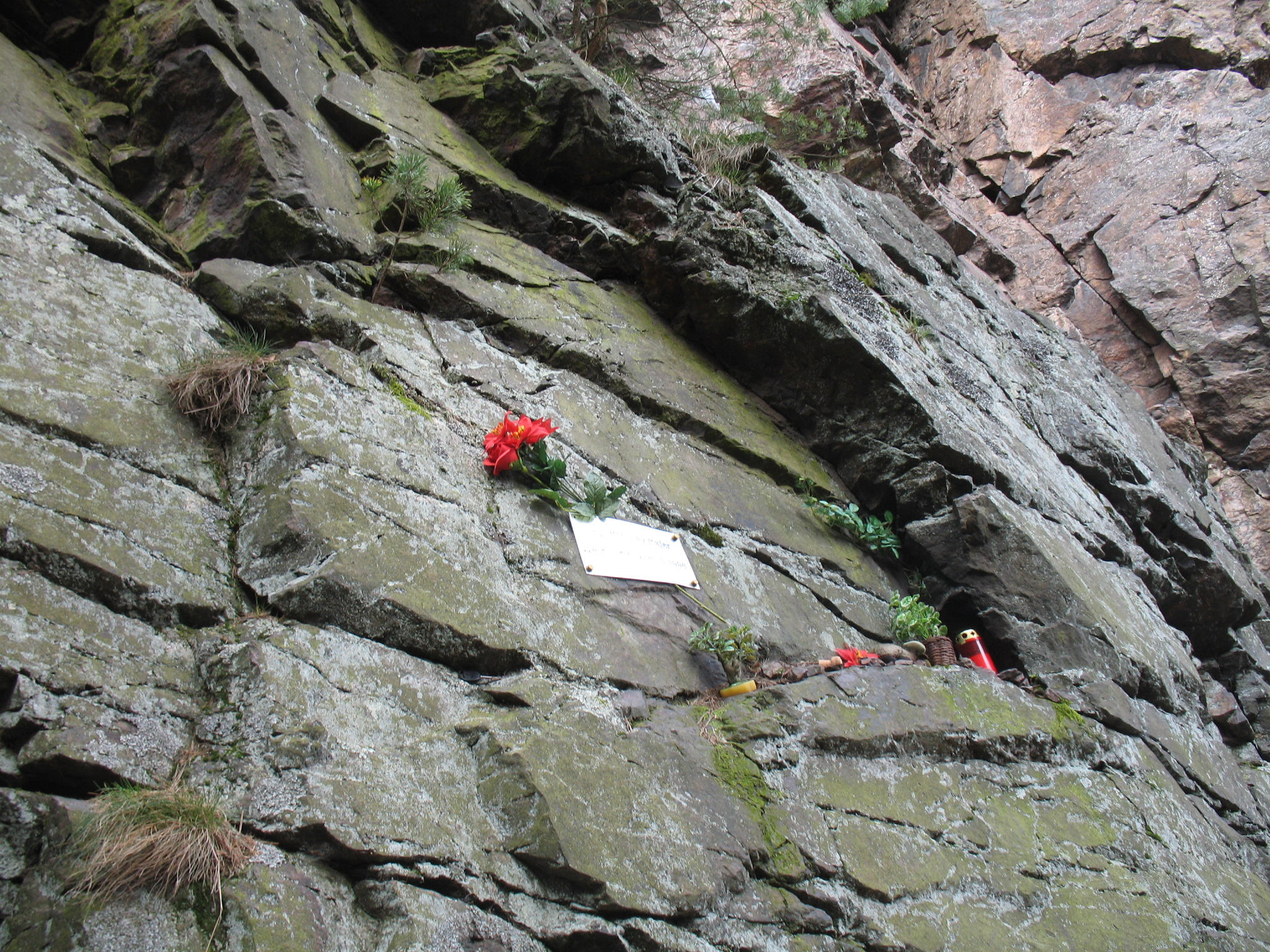
Horolezecký pomníček

## Horolezectví
Andrejšky patří mezi horolezecky využívané lokality, horolezecká činnost je zde povolena bez časového omezení. V sektoru Radyně je Českým horolezeckým svazem evidováno celkem 110 lezeckých cest.

## Přístup
Přírodní památka Andrejšky se nachází na úpatí vrchu Radyně na trase okružní naučné stezky Staroplzenecká při jihozápadním okraji městské zástavby Starého Plzence, zhruba jeden kilometr od zříceniny hradu Radyně na vrcholu stejnojmenného kopce.